# Karl Schmid
Karl Schmid (ur. 29 czerwca 1910, zm. 14 maja 1998) – szwajcarski wioślarz i piłkarz ręczny, dwukrotny medalista olimpijski.
Wystartował na igrzyskach olimpijskich w Berlinie w 1936 roku, gdzie zdobył dwa medale. Najpierw Szwajcarzy w składzie: Hermann Betschart, Hans Homberger, Alex Homberger, Karl Schmid i Rolf Spring (sternik) zdobyli srebrny medal w czwórkach ze sternikiem. W wyścigu finałowym o 8,1 sekundy przegrali z reprezentantami III Rzeszy, a o 9 sekund wyprzedzili Francuzów. Następnie razem z Hermannem Betschartem, Alexem Hombergerem i Alexem Hombergerem zajęli trzecie miejsce w czwórkach bez sternika. W finale uplasowali się 8,8 sekundy za osadą III Rzeszy i 4,1 sekundy za osadą Wielkiej Brytanii. Na tej samej imprezie wystartował również w ósemkach, gdzie w wyścigu finałowym Szwajcaria zajęła ostatnie, szóste miejsce.
Ponadto w czwórkach bez sternika zdobył też złote medale na mistrzostwach Europy w Berlinie (1935) i mistrzostwach Europy w Mediolanie (1938), srebrne na mistrzostwach Europy w Lucernie (1934) i mistrzostwach Europy w Amsterdamie (1937) oraz brązowy na mistrzostwach Europy w Lucernie (1947). 
Po zakończeniu kariery został trenerem, szkolił między innymi Hansa Kalta i Josefa Kalta.
Poza wioślarstwem uprawiał także piłkę ręczną. Kilkukrotnie zdobywał mistrzostwo kraju, występował także w reprezentacji Szwajcarii. Był ponadto prezydentem Szwajcarskiego Komitetu Piłki Ręcznej (HBA), poprzednika Szwajcarskiego Związku Piłki Ręcznej (SHV).
Jego syn, Kurt, również był wioślarzem i medalistą olimpijskim.